# Новая Марьяновка
Новая Марьяновка (укр. Нова Мар'янівка) — село на Украине, находится в Радомышльском районе Житомирской области.
Код КОАТУУ — 1825082206. Население по переписи 2001 года составляет 36 человек. Почтовый индекс — 12221. Телефонный код — 4132. Занимает площадь 0,262 км².

## Адрес местного совета
12220, Житомирская область, Радомышльский р-н, с.Гута-Потиевка